# Denise Biellmann
Denise Biellmann (née le 11 décembre 1962 à Zurich) est une  patineuse artistique suisse. Elle est trois fois championne de Suisse et elle a remporté 16 compétitions internationales entre 1970 et 1981 dont les Championnats d'Europe et les Championnats du monde de 1981. Elle a donné son nom à une figure de pirouette.

## Biographie

### Carrière sportive

#### Saison 1976-1977
Aux Championnats d'Europe de Helsinki, Denise Biellmann, âgée de quatorze ans, surprend par la qualité de ses pirouettes. Elle termine à la sixième place du championnat, devant sa rivale suisse, Danielle Rieder.
Aux Championnats du monde de Tokyo, elle termine à la dixième place de la compétition.

#### Saison 1977-1978
Aux Championnats d'Europe de Strasbourg, elle termine à la quatrième place et obtient l'ovation du public. Elle est la première patineuse à réaliser un triple lutz.
Aux Championnats du monde de Ottawa, elle est l'unique concurrente à exécuter quatre triples sauts. Elle termine à la cinquième place de la compétition.

#### Saison 1978-1979
En l'absence de sa rivale, Danielle Rieder, Denise Biellmann remporte son premier titre de championne de Suisse à Aarau.
Âgée de seize ans, elle monte sur le podium du Championnat d'Europe de Zagreb en remportant la médaille de bronze. Quatrième après le programme court, elle a devancé la finlandaise Kriistina Wegelius.
Elle réalise un mauvais départ aux Championnats du Monde et termine au pied du podium à la cinquième place,.

#### Saison 1979-1980
Après avoir effectué un mauvais départ aux figures imposées où elle termine à la onzième position, Denise remporte son second championnat suisse à Berne.
Lors des Championnats d'Europe de Göteborg, Denise chute et se blesse lors de son programme court. Elle déclare forfait pour la suite de la compétition.
Aux Jeux Olympiques d'hiver de 1980 à Lake Placid, elle se place provisoirement à la huitième position après le programme court. Lors de son programme long, elle enflamme le public avec ses pirouettes prodigieuses mais termine au pied du podium à la quatrième place.

#### Saison 1980-1981

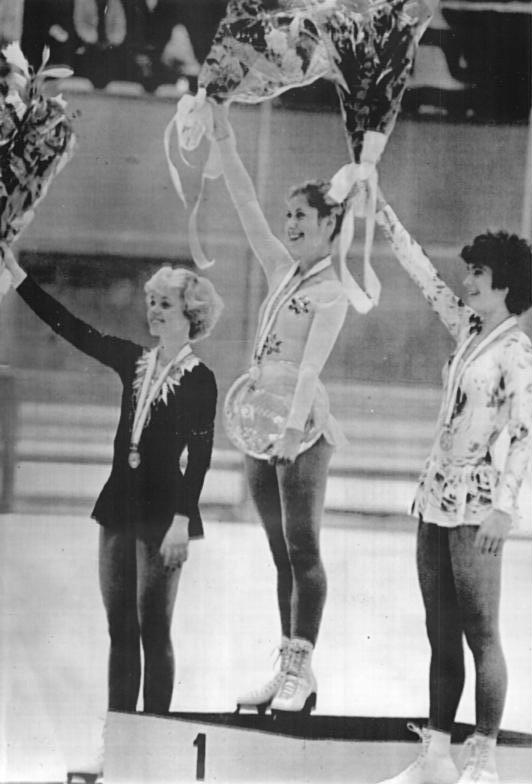
Bundesarchiv Bild 183-W1129-0027, M. Thomas, D. Bielmann, K. Witt

Denise Biellmann remporte sa troisième médaille d'or consécutive au championnat national à Lausanne.
Donnée favorite pour le Championnat d'Europe de Innsbruck à la suite de l'absence de l'allemande Anett Poetzsch, Denise Biellmann remporte le programme court et le programme long de la compétition. Elle devient la première suissesse à remporter le championnat d'Europe de patinage artistique.
Aux championnats du monde de Hartford, elle se place à la quatrième place lors des figures imposées, puis, provisoirement deuxième après les programmes courts. Elle finit à la première place à la suite du programme long et devient la première suissesse à devenir championne du monde de patinage artistique.
Elle prend sa retraite sportive cette même année, à l'âge de 19 ans.

## Palmarès
| Compétition             | 1975    | 1976    | 1977    | 1978    | 1979    | 1980    | 1981    |  |  |  |  |  |  |  |
| Jeux olympiques d'hiver |         |         |         |         |         | 4e      |         |  |  |  |  |  |  |  |
| Championnats du monde   |         | 15e     | 10e     | 5e      | 5e      | 6e      | 1re     |  |  |  |  |  |  |  |
| Championnats d'Europe   |         |         | 6e      | 4e      | 3e      | F       | 1re     |  |  |  |  |  |  |  |
| Championnats de Suisse  | 11e     | 3e      | 2e      | 2e      | 1re     | 1re     | 1re     |  |  |  |  |  |  |  |
|                         |         |         |         |         |         |         |         |  |  |  |  |  |  |  |
| Autres compétitions     | 1974/75 | 1975/76 | 1976/77 | 1977/78 | 1978/79 | 1979/80 | 1980/81 |  |  |  |  |  |  |  |
| Skate America           |         |         |         |         |         | 4e      |         |  |  |  |  |  |  |  |
| Trophée Richmond        |         |         |         | 3e      |         |         |         |  |  |  |  |  |  |  |
| Trophée NHK             |         |         |         |         |         |         | 1re     |  |  |  |  |  |  |  |
| Légende : F = Forfait   |         |         |         |         |         |         |         |  |  |  |  |  |  |  |

## Spécialités et titres de gloire

La pirouette Biellmann.

Denise Biellmann a réussi le premier triple lutz féminin en 1978. Elle a surtout donné son nom à la fameuse pirouette « Biellmann » en 1981. Deux fois sportive suisse de l'année en 1979 et 1981. Élue sportive suisse du siècle en 1995.

## Livre
- Denise Biellmann – Die Biografie. Cameo, Berne 2022  (ISBN 978-3-03951-011-5).